# Ribatejada
Ribatejada és un municipi de la Comunitat de Madrid que limita amb els de Torrejón del Rey, Galápagos, Fresno de Torote i el Casar de Talamanca.
| 1991 | 1996 | 2001 | 2004 |
| ---- | ---- | ---- | ---- |
| 291  | 307  | 390  | 419  |